# Gerald Davies
Thomas Gerald Reames Davies (Carmarthenshire, 7 de febrero de 1945) es un dirigente y exrugbista británico que se desempeñaba como wing. Fue internacional con los Dragones rojos de 1966 a 1978.
Actualmente preside la Unión Galesa de Rugby y es considerado uno de los mejores wingers en la historia. Desde 2014 es miembro del World Rugby Salón de la Fama.

## Biografía
bajo el programa de becas para mineros del carbón local, estudió en la Universidad de Loughborough y luego en la Universidad de Cambridge.
Después de retirarse como jugador, se convirtió en periodista, escribiendo sobre asuntos de rugby para The Times. Tiene becas honorarias de la Universidad de Gales, Lampeter y la Universidad de Gales, Aberystwyth.
En 2002 se le otorgó la Orden del Imperio Británico por su comprometido trabajo con los jóvenes británicos, era presidente de la Agencia Juvenil de Gales. Desde noviembre de 2019 es presidente de la Unión Galesa de Rugby.

## Carrera
Jugó para el Cardiff RFC, debutó en la primera con 19 años en 1964 y se marchó del club en 1968, regresando al final de su carrera.
Formó parte del London Welsh RFC entre 1968 y 1974. El equipo solo ganó el Campeonato de Gales (no oficial) 1971-72.

## Estilo de juego
Debido a su lectura de juego, velocidad, destreza de evasión y proclividad para anotar tries; es ampliamente considerado el mejor wing que dio el hemisferio norte durante los años 1970 y junto al neozelandés Bryan Williams, la mejor pareja de wingers posible de aquella época.
En un uno contra uno, mostraba una audacia formidable en su juego: entraba hacia el interior del campo aproximándose a los defensas hasta que, de forma aparentemente ingenua y desconcertante, marcaba una inesperada pausa y volvía a arrancar, de nuevo irrefrenable con su paso lateral; sacaba diferencia por la velocidad a la que lo ejecutaba y no perdía jamás el control; a izquierda y derecha, en un zigzag fascinante.

## Palmarés
- Campeón del Torneo de las Cinco Naciones de 1969, 1971, 1975, 1976 y 1978.